# Sergio Navarro Romero
Sergio Navarro Romero (Madrid, 16 de febrero de 2001) es un futbolista español que juega como extremo en el C. F. Rayo Majadahonda de la Primera Federación, cedido por el Club Deportivo Leganés.

## Trayectoria
Nacido en Madrid, representó al EM Chinchón antes de unirse a La Fábrica del Real Madrid en 2011. Deja el club tres años después y se marcha al CD Leganés, debutando con el segundo filial del club el 12 de enero de 2020 en la Primera Categoría de Aficionados de la Comunidad de Madrid al partir como titular en una derrota por 3-1 frente al CF Atlético Valdeiglesias, anotando el único gol de su equipo. El 16 de agosto del mismo año firma por el RCD Carabanchel de la Tercera División.
El 9 de julio de 2021 se oficializa su fichaje por el CDA Navalcarnero de la Segunda Federación. El 22 de julio del año siguiente vuelve al CD Leganés para jugar en su filial, también en Segunda Federación. Logra debutar con el primer equipo el 9 de abril de 2023 al entrar como suplente en la segunda mitad de una victoria por 1-0 frente a la SD Ponferradina en la Segunda División.
El 1 de septiembre de 2023, firma por el Real Murcia C. F. de la Primera Federación, cedido por el Club Deportivo Leganés.
El 3 de enero de 2023, rompe su contrato de cesión con el Real Murcia CF y firma por el C. F. Rayo Majadahonda de la Primera Federación, cedido por el Club Deportivo Leganés hasta el final de la temporada.

## Clubes
Actualizado al último partido disputado el 30 de abril de 2023.
| Club                                | País   | Año       | Partidos | Goles |
| ----------------------------------- | ------ | --------- | -------- | ----- |
| CD Leganés "C"                      | España | 2020      | 1        | 1     |
| RCD Carabanchel                     | España | 2020-2021 | 20       | 2     |
| CDA Navalcarnero                    | España | 2021-2022 | 31       | 1     |
| CD Leganés "B"                      | España | 2022-2023 | 31       | 5     |
| CD Leganés                          | España | 2023-act. | 3        | 0     |
| Real Murcia Club de Fútbol (cedido) | España | 2023      | 0        | 0     |
| C. F. Rayo Majadahonda (cedido)     | España | 2024-act. | 0        | 0     |